# Thượng viện Úc
Thượng viện Úc là một trong hai viện của Quốc hội Úc bên cạnh Hạ viện. Thành phần và quyền hạn của Thượng viện được quy định trong Chương I của Hiến pháp Úc. Có tổng cộng 76 thượng nghị sĩ: 12 thượng nghị sĩ được bầu từ mỗi tiểu bang trong số sáu tiểu bang của Úc không phân biệt dân số và 2 từ mỗi một trong hai lãnh thổ nội địa tự trị của Úc (Lãnh thổ Thủ đô Úc và Lãnh thổ Bắc Úc). Thượng nghị sĩ được bầu cử phổ biến theo hệ thống biểu quyết có thể chuyển nhượng duy nhất với tỷ lệ đại diện.
Không giống như các thượng viện trong các hệ thống Westminster khác, thượng viện Úc được trao những quyền hạn đáng kể, bao gồm khả năng bác bỏ tất cả các dự luật, bao gồm cả các dự luật về ngân sách và phân bổ, do chính phủ trong Hạ viện khởi xướng, khiến nó trở thành một sự lai tạo đặc biệt của Anh chủ nghĩa lưỡng viện Westminster và chủ nghĩa lưỡng viện kiểu Hoa Kỳ. Là kết quả của sự đại diện theo tỷ lệ, căn phòng có vô số các bên tranh giành quyền lực. Đảng hoặc liên minh cầm quyền, vốn phải duy trì sự tín nhiệm của hạ viện, đã không chiếm đa số tại thượng viện kể từ năm 2005-2007 (và trước đó là từ năm 1981) và thường cần đàm phán với các đảng khác và các tổ chức độc lập để luật được thông qua.

## Sự thành lập và vai trò

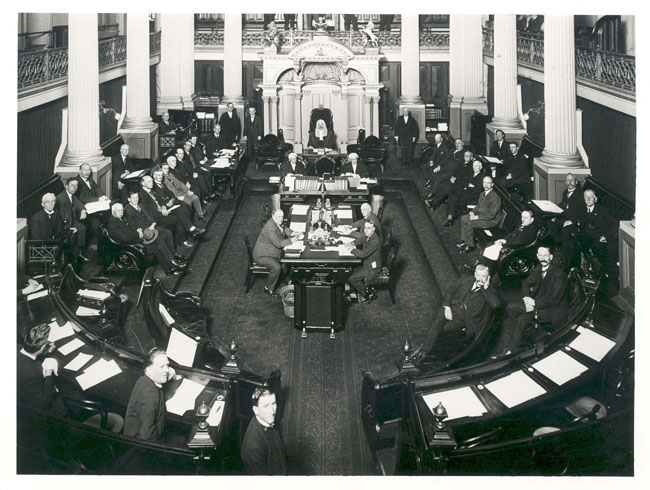
Một kì họp của thượng viện Úc vào năm 1923

Đạo luật Hiến pháp Liên bang Úc Năm 1900 đã thành lập thượng viện như một phần của hệ thống chính phủ thống trị ở Úc mới được liên bang hóa. Từ góc độ chính phủ so sánh, thượng viện Úc thể hiện những đặc điểm riêng biệt. Không giống như các viện cấp trên trong các chính phủ thuộc hệ thống Westminster khác, thượng viện không phải là cơ quan tiền nghiệm với quyền lập pháp hạn chế. Thay vào đó, nó được dự định đóng - và thực sự đóng - một vai trò tích cực trong luật pháp. Thay vì chỉ được mô phỏng theo hạ viện như thượng viện Canada, thượng viện Úc một phần được mô phỏng theo thượng viện Hoa Kỳ, bằng cách trao quyền đại diện ngang nhau cho mỗi bang và quyền lực ngang nhau với hạ viện . Hiến pháp dự định tạo cho các bang ít dân số hơn có thêm tiếng nói trong cơ quan lập pháp liên bang, đồng thời quy định vai trò sửa đổi của một thượng viện trong hệ thống Westminster.
Mặc dù thủ tướng Australia và bộ trưởng Ngân khố Úc, theo quy ước, là thành viên của hạ viện (sau khi John Gorton được bổ nhiệm làm thủ tướng năm 1968, ông từ chức tại thượng viện và được bầu vào hạ viện), các thành viên khác của nội các của Úc có thể đến từ một trong hai viện, và hai viện có quyền lập pháp gần như ngang nhau . Như với hầu hết các viện trên trong mô hình lưỡng viện, thượng viện không thể ban hành hoặc sửa đổi các dự luật phân bổ (dự luật cho phép chính phủ chi tiêu nguồn thu công) hoặc các dự luật áp đặt thuế, vai trò đó được dành cho hạ viện; nó chỉ có thể chấp thuận, từ chối hoặc trì hoãn chúng. Mức độ bình đẳng đó giữa thượng viện và hạ viện phản ánh mong muốn của các nhà lập pháp nhằm giải quyết mong muốn của các bang nhỏ hơn về quyền lực mạnh mẽ cho thượng viện như một cách đảm bảo rằng lợi ích của các bang đông dân hơn như đại diện của hạ viện đã làm. không hoàn toàn chi phối chính phủ. Hiến pháp Úc được ban hành trước cuộc đối đầu vào năm 1909 ở Anh giữa hạ viện và thượng viện, cuối cùng dẫn đến những hạn chế đối với quyền lực của hạ viện bởi các Đạo luật của Quốc hội năm 1911 và 1949.
Tuy nhiên, trên thực tế, hầu hết các đạo luật (trừ các dự luật của thành viên tư nhân) trong quốc hội Úc đều do chính phủ khởi xướng, cơ quan có quyền kiểm soát đối với hạ viện. Sau đó, nó được chuyển cho thượng viện, nơi có cơ hội sửa đổi dự luật, thông qua hoặc bác bỏ nó. Trong phần lớn các trường hợp, cuộc bỏ phiếu diễn ra theo đường lối của đảng cầm quyền, mặc dù đôi khi có những cuộc bỏ phiếu tự do.
Thượng viện còn được biết đến với "các ủy ban thượng viện", các cơ quan tham gia vào nhiều loại yêu cầu khác nhau. Kết quả không có quyền lập pháp trực tiếp, nhưng là các diễn đàn có giá trị nêu lên nhiều quan điểm mà nếu không sẽ không nhận được thông báo của chính phủ hoặc công chúng. 

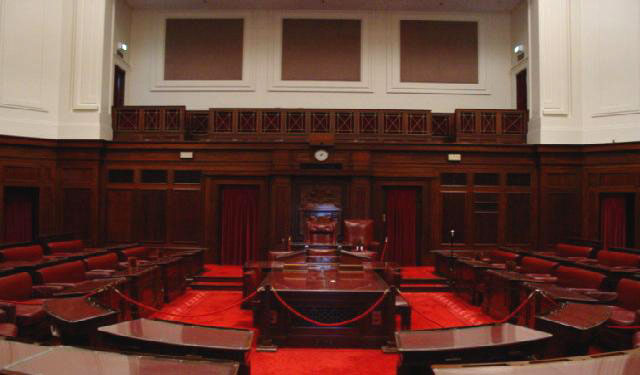
Phòng họp của thượng viện Úc tại Nhà quốc hội cũ, Canberra, nơi Quốc hội Úc họp từ 1927 đến 1988.

## Hệ thống bầu cử
Hệ thống bầu chọn thượng nghị sĩ đã thay đổi nhiều lần kể từ thời liên bang. Sự sắp xếp ban đầu liên quan đến việc bỏ phiếu trước-sau và bỏ phiếu theo khối hoặc hệ thống "người chiến thắng giành lấy tất cả", trên cơ sở từng tiểu bang. Điều này đã được thay thế vào năm 1919 bằng bỏ phiếu khối ưu đãi. Bỏ phiếu theo khối có xu hướng tạo ra đa số thất cử và thậm chí là "bị xóa sổ". Ví dụ, từ năm 1920 đến năm 1923, Đảng Quốc gia nắm giữ tất cả trừ một trong số 36 ghế, và từ năm 1947 đến năm 1950, Đảng Lao động Úc nắm giữ tất cả trừ ba ghế.
Năm 1948, lá phiếu có thể chuyển nhượng đơn lẻ với sự đại diện theo tỷ lệ trên cơ sở từng tiểu bang đã trở thành phương pháp bầu chọn thượng nghị sĩ. Vào thời điểm này, số lượng thượng nghị sĩ đã được mở rộng từ 36 lên 60 và người ta cho rằng cần phải chuyển sang chế độ đại diện theo tỷ lệ để tăng cường sự cân bằng giữa cả hai đảng lớn trong quốc hội. Sự thay đổi trong hệ thống bỏ phiếu được mô tả là một "cuộc cách mạng về thể chế" đã có tác dụng hạn chế khả năng kiểm soát của chính phủ, cũng như giúp cho sự trỗi dậy của các đảng nhỏ ở Úc.
Từ cuộc bầu cử năm 1984 trở đi, bỏ phiếu theo nhóm đã được đưa ra, nhằm giảm tỷ lệ bỏ phiếu không chính thức cao phát sinh từ yêu cầu mỗi ứng cử viên phải được ưu tiên và cho phép các đảng nhỏ và các ứng cử viên độc lập có cơ hội hợp lý giành được một ghế.  Điều này cho phép cử tri chọn một đảng duy nhất "Bên trên dòng" để thay mặt họ lựa chọn các "đáp án" của họ, nhưng các cử tri vẫn có thể bỏ phiếu trực tiếp cho các ứng cử viên riêng lẻ và đưa ra câu trả lời của riêng họ nếu họ muốn "Bên dưới Dòng" bằng cách đánh số mỗi ô.
Vào năm 2016, phiếu bầu nhóm đã bị bãi bỏ để tránh ảnh hưởng quá mức của các thỏa thuận ưu đãi giữa các bên được coi là làm sai lệch kết quả bầu cử  và một hình thức bỏ phiếu ưu đãi tự do đã được đưa ra. Kết quả của những thay đổi, cử tri có thể chỉ định tùy chọn của họ cho các đảng phía trên dòng (đánh số bao nhiêu ô tùy ý) hoặc các ứng cử viên riêng lẻ bên dưới dòng và không bắt buộc phải điền vào tất cả các ô. Cả biểu quyết trên và dưới dòng giờ đều sử dụng biểu quyết ưu đãi tự do. Đối với phía trên dòng, cử tri được hướng dẫn đánh số ít nhất sáu ứng viên đầu tiên họ lựa chọn; tuy nhiên, một "điều khoản hạn chế" được đưa ra để đảm bảo rằng các lá phiếu sẽ vẫn được tính nếu có ít hơn sáu phiếu được đưa ra. Đối với bên dưới dòng, người bỏ phiếu được yêu cầu đánh số ít nhất 12 ứng viên  đầu tiên họ chọn. Người bỏ phiếu có thể tự do tiếp tục đánh số tùy chọn bao nhiêu tùy thích ngoài số lượng tối thiểu được chỉ định. Một điều khoản hạn chế khác cho phép các phiếu bầu có ít nhất 6 phiếu dưới mức ưu tiên dòng là chính thức. Những thay đổi về bỏ phiếu gây khó khăn hơn cho các đảng nhỏ mới và các ứng cử viên độc lập được bầu vào thượng viện, nhưng cũng cho phép cử tri tự do lựa chọn một cách tối đa  - nghĩa là, để đảm bảo phiếu bầu của họ không thể chuyển đến các ứng cử viên hoặc đảng cụ thể - trong trường hợp không có ứng cử viên nào đáp ứng được nguyện vọng của cử tri đi bầu.
Những thay đổi này là đối tượng của một thách thức trước tòa án tối cao Úc bởi thượng nghị sĩ Nam Úc Bob Day của Đảng Family First. Thượng nghị sĩ lập luận rằng những thay đổi có nghĩa là các thượng nghị sĩ sẽ không được "người dân trực tiếp lựa chọn" như hiến pháp yêu cầu. Tòa án Tối cao đã nhất trí bác bỏ lời thách thức của Day, quyết định rằng cả việc bỏ phiếu trên dòng và dưới dòng đều phù hợp với hiến pháp.

### Phiếu bầu
Phiếu bầu của thượng viện Úc theo hệ thống đại diện tỷ lệ phiếu bầu có thể chuyển nhượng duy nhất giống như ví dụ sau (được trình bày trong hai phần), cho thấy các ứng cử viên đại diện cho thượng viện bang Victoria trong cuộc bầu cử liên bang năm 2016.

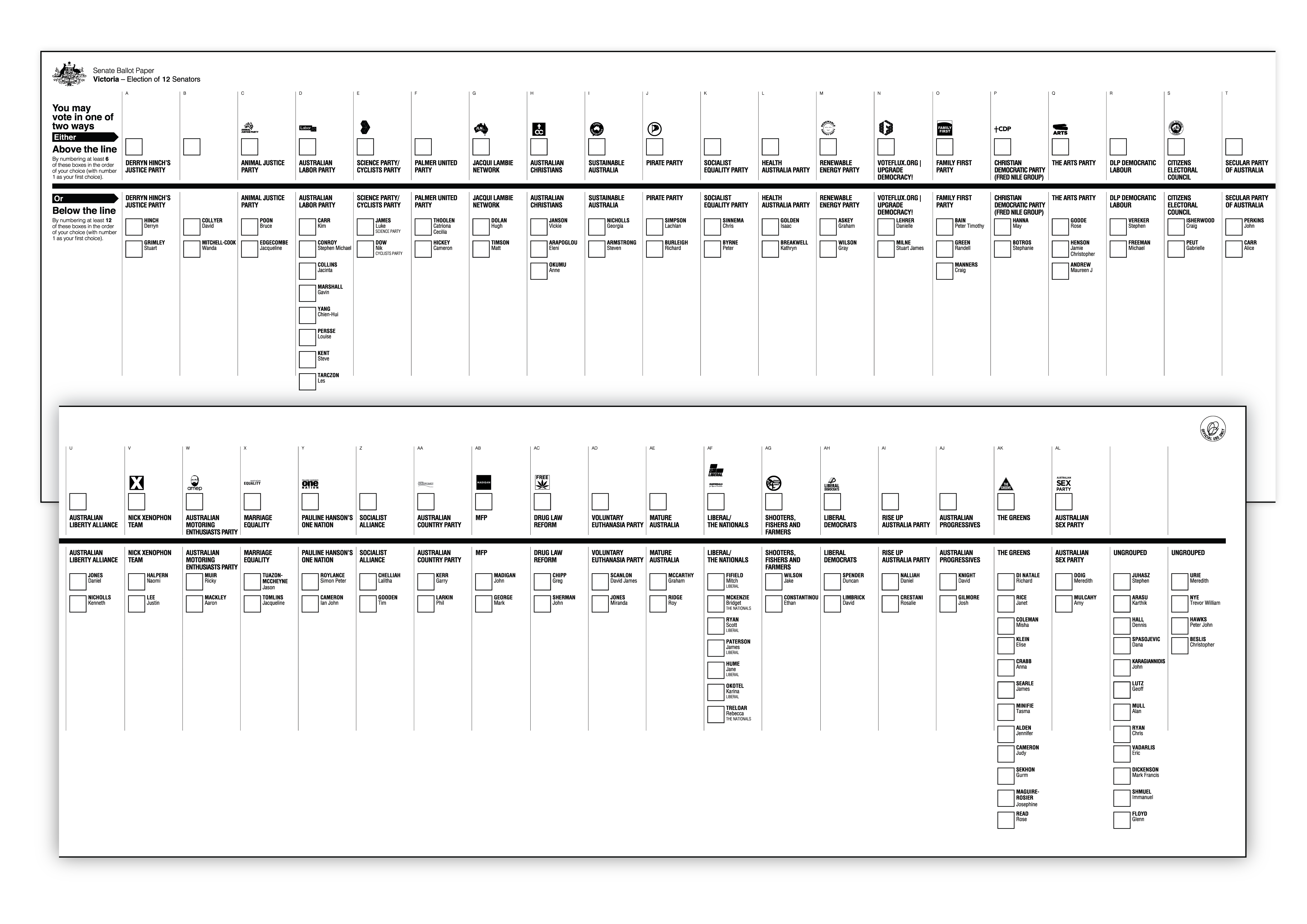
Phiếu bầu thượng viện của thượng nghị sĩ bang Victoria trong cuộc Bầu cử liên bang Úc năm 2016

Để bỏ phiếu chính xác, đại cử tri phải:
- Bỏ phiếu cho ít nhất sáu bên trên vạch đen dày, bằng cách viết các số từ 1-6 vào ô của bên. Các phiếu bầu có ít hơn sáu ô được đánh số vẫn được chấp nhận vào số phiếu thông qua các điều khoản hạn chế.
- Bỏ phiếu cho ít nhất mười hai ứng cử viên bên dưới vạch đen đậm, bằng cách viết các số từ 1-12 vào ô riêng của từng ứng viên. Các phiếu bầu có từ sáu đến mười hai ô được đánh số vẫn được chấp nhận vào số phiếu thông qua các điều khoản hạn chế.[10]

Bởi vì mỗi bang bầu sáu thượng nghị sĩ tại mỗi cuộc bầu cử nửa thượng viện, hạn ngạch bầu cử chỉ là một phần bảy hoặc 14,3% (một phần ba hoặc 33,3% đối với các vùng lãnh thổ, nơi chỉ có hai thượng nghị sĩ được bầu). Khi một ứng cử viên đã được bầu với số phiếu đạt đến số lượng hạn ngạch, bất kỳ phiếu bầu nào họ nhận được ngoài phiếu bầu này có thể được phân phối cho các ứng cử viên khác dưới dạng ưu tiên.
Với số ghế lẻ trong cuộc bầu cử nửa thượng viện (3 hoặc 5), 50,1% phiếu bầu giành đa số (2/3) hoặc (3/5).
Với số ghế chẵn trong cuộc bầu cử nửa thượng viện (6), cần 57,1% phiếu bầu để giành đa số ghế (4/6).
Các ứng cử viên chưa được nhóm ở cột ngoài cùng bên phải không có ô phía trên dòng. Do đó, họ chỉ có thể nhận được phiếu bầu sơ bộ (số 1) từ những cử tri bỏ phiếu dưới dòng. Vì lý do này, một số công ty độc lập đăng ký thành một nhóm, với các công ty độc lập khác hoặc tự mình đăng ký, chẳng hạn như nhóm B trong ví dụ trên.
Tên của các bên chỉ có thể được hiển thị nếu các bên đã đăng ký, điều này yêu cầu tối thiểu 500 thành viên.

### Yêu cầu với các đảng tham gia tranh cử
Thứ tự của các bên trên phiếu bầu và thứ tự của các ứng cử viên không được phân nhóm được xác định bằng một cuộc bỏ phiếu ngẫu nhiên do ủy ban bầu cử tiến hành.

### Tiền đặt cọc
Các ứng cử viên, đảng phái và nhóm phải đặt cọc 2.000 đô la Mỹ cho mỗi ứng cử viên, số tiền này sẽ bị mất nếu họ không đạt được 4% số phiếu bầu sơ bộ.

### Trợ cấp công cộng
Các ứng cử viên, đảng phái và nhóm được trợ cấp công cộng nếu họ giành được ít nhất 4% số phiếu bầu sơ bộ. Tại cuộc bầu cử liên bang năm 2019, tiền tài trợ là  2,756 đô la Mỹ cho mỗi phiếu ưu tiên chính thức đầu tiên.

## Thành viên
Theo mục 7 và 8 của Hiến pháp Úc:
- Thượng viện phải bao gồm một số lượng bằng nhau của các thượng nghị sĩ từ mỗi bang ban đầu
- Mỗi tiểu bang ban đầu sẽ có ít nhất sáu thượng nghị s
- Thượng viện phải được bầu theo cách không phân biệt đối xử giữa các bang.

Những điều kiện này thường xuyên là nguồn gốc của cuộc tranh luận, và trong những điều kiện này, thành phần và quy tắc của thượng viện đã thay đổi đáng kể kể từ khi liên bang hóa.

### Quy mô và mối quan hệ với hai viện
Theo mục 24 của Hiến pháp, số thành viên của hạ viện phải có gần gấp đôi số thượng nghị sĩ.
Lý do cho mối quan hệ này có hai phần: mong muốn duy trì ảnh hưởng liên tục đối với các bang nhỏ hơn, và duy trì sự cân bằng không đổi của hai viện trong trường hợp có sự hợp tác chung sau khi giải thể kép. Một cuộc trưng cầu dân ý vào năm 1967 nhằm loại bỏ mối liên hệ đã bị bác bỏ.
Quy mô của thượng viện đã thay đổi trong những năm qua. Hiến pháp ban đầu quy định sáu thượng nghị sĩ cho mỗi tiểu bang, dẫn đến tổng cộng 36 thượng nghị sĩ.
Hiến pháp cho phép nghị viện tăng số lượng thượng nghị sĩ, với điều kiện duy trì số lượng thượng nghị sĩ bằng nhau từ mỗi bang ban đầu; theo đó, vào năm 1948, quyền đại diện của thượng viện được tăng từ 6 lên 10 thượng nghị sĩ cho mỗi bang, nâng tổng số lên 60.
Năm 1975, hai lãnh thổ, Lãnh thổ Bắc Úc và Lãnh thổ Thủ đô Úc, lần đầu tiên được trao quyền bầu hai thượng nghị sĩ, nâng con số lên 64. Các thượng nghị sĩ từ Lãnh thổ Bắc Úc cũng đại diện cho các cử tri từ Lãnh thổ Ấn Độ Dương thuộc Úc (Đảo Giáng Sinh và Quần đảo Cocos (Keeling)), trong khi các thượng nghị sĩ từ Lãnh thổ Thủ đô Úc cũng đại diện cho cử tri từ Lãnh thổ Vịnh Jervis và kể từ ngày 1 tháng 7 năm 2016 là đảo Norfolk. 

Lần mở rộng mới nhất về quy mô của thượng viện diễn ra vào năm 1984, khi số lượng thượng nghị sĩ của mỗi bang được tăng từ 10 lên 12, dẫn đến tổng số là 76 thượng nghị sĩ.

### Nhiệm kỳ
Các thượng nghị sĩ thường phục vụ các nhiệm kỳ sáu năm cố định (từ ngày 1 tháng 7 đến ngày 30 tháng 6). Tại hầu hết các cuộc bầu cử liên bang, ghế của 40 trong số 76 thượng nghị sĩ (một nửa trong số 72 thượng nghị sĩ từ sáu tiểu bang và tất cả bốn thượng nghị sĩ từ các vùng lãnh thổ) được tranh chấp, cùng với toàn bộ hạ viện; một cuộc bầu cử như vậy đôi khi được gọi là cuộc bầu cử nửa thượng viện. Ghế của các thượng nghị sĩ đại diện cho các bang được bầu tại cuộc bầu cử nửa thượng viện sẽ không được tranh chấp ở cuộc bầu cử tiếp theo, miễn là cuộc bầu cử nửa thượng viện. Tuy nhiên, trong một số trường hợp, toàn bộ thượng viện (và hạ viện) bị giải tán sớm, được gọi là giải thể kép. Sau khi giải tán kép, một nửa số thượng nghị sĩ đại diện cho các tiểu bang phục vụ các nhiệm kỳ kết thúc vào ngày 30 tháng 6 sau cuộc bầu cử (hai đến ba năm) và số còn lại phục vụ nhiệm kỳ từ năm đến sáu năm. Mục 13 của hiến pháp yêu cầu thượng viện phân bổ các nhiệm kỳ dài và ngắn giữa các thành viên của mình. Nhiệm kỳ của các thượng nghị sĩ đại diện cho một vùng lãnh thổ hết hạn cùng lúc với cuộc bầu cử hạ viện. Mặc dù không có yêu cầu hiến pháp nào về việc bầu cử thượng nghị sĩ diễn ra cùng lúc với bầu cử hạ nghị sĩ, nhưng chính phủ thường đồng bộ ngày bầu cử thượng viện và hạ viện.
Mục 13 của hiến pháp yêu cầu rằng trong các cuộc bầu cử nửa thượng viện, cuộc bầu cử các thượng nghị sĩ của tiểu bang sẽ diễn ra trong vòng một năm trước khi các địa điểm bị bỏ trống. Ngày bầu cử thực tế được xác định bởi thống đốc của mỗi bang, người sẽ thực hiện theo sụ chỉ đạo của thủ hiến bang. Các thống đốc hầu như luôn thực hiện theo khuyến nghị của toàn quyền, với văn bản bầu cử thượng viện độc lập cuối cùng được thống đốc Queensland ban hành trong Hội nghị Gair năm 1974.
Hơn một nửa ghế thượng viện bị tranh chấp tại mỗi cuộc tổng tuyển cử (một nửa trong số 72 thượng nghị sĩ tiểu bang và tất cả bốn thượng nghị sĩ vùng lãnh thổ), cùng với toàn bộ hạ viện. Ngoại trừ trường hợp giải tán kép, các thượng nghị sĩ của các bang được bầu với các nhiệm kỳ cố định trong sáu năm, bắt đầu từ ngày 1 tháng 7 sau cuộc bầu cử và chấm dứt vào ngày 30 tháng 6 sau đó sáu năm.
Nhiệm kỳ của bốn thượng nghị sĩ từ các vùng lãnh thổ không cố định, nhưng được xác định theo ngày diễn ra cuộc tổng tuyển cử hạ viện, khoảng thời gian có thể thay đổi rất nhiều, tối đa là ba năm ba tháng. Các thượng nghị sĩ của vùng lãnh thổ bắt đầu nhiệm kỳ của họ vào ngày họ được bầu. Các nhiệm kỳ của họ hết hạn một ngày trước ngày tổng tuyển cử tiếp theo.
Mặc dù không có yêu cầu hiến pháp nào về việc bầu cử thượng nghị sĩ diễn ra cùng lúc với bầu cử hạ nghị sĩ, nhưng chính phủ thường đồng bộ ngày bầu cử Thượng viện và Hạ viện. Tuy nhiên, do nhiệm kỳ của họ không trùng nhau, nghị viện sắp tới sẽ bao gồm hạ viện mới và thượng viện cũ, ngoại trừ các thượng nghị sĩ đại diện cho các vùng lãnh thổ, cho đến khi các thượng nghị sĩ mới bắt đầu nhiệm kỳ vào ngày 1 tháng 7 tới.
Sau khi giải tán kép, tất cả 76 thượng nghị sĩ phải tái tranh cử. Nếu có một cuộc bầu cử hạ viện sớm ngoài khoảng thời gian 12 tháng mà cuộc bầu cử thượng viện có thể diễn ra, sự đồng bộ của cuộc bầu cử sẽ bị gián đoạn và có thể có cuộc bầu cử nửa thượng viện sẽ diễn ra mà không có cuộc bầu cử hạ viện. Lần cuối cùng điều này xảy ra là vào ngày 21 tháng 11 năm 1970.

### Quy mô hạn ngạch
Số phiếu bầu mà một ứng cử viên phải nhận được để được bầu vào thượng viện được gọi là 'hạn ngạch'. Hạn ngạch được tính bằng cách chia số phiếu chính thức cho một hơn số vị trí cần tuyển và sau đó thêm một vào kết quả. Cuộc bầu cử thượng viện năm 2019 là một cuộc bầu cử nửa thượng viện, do đó, 6 vị trí trống thượng viện được tranh chấp ở mỗi bang. Tại cuộc bầu cử này, hạn ngạch ở mỗi bang là:
| Bang            | Hạn ngạch năm 2019 | Tỉ lệ phần trăm hạn ngạch năm 2019 | Hạn ngạch giải thể kép năm 2016 |
| --------------- | ------------------ | ---------------------------------- | ------------------------------- |
| New South Wales | 670,761            | 100%                               | 345,554                         |
| Victoria        | 534,207            | 80%                                | 269,250                         |
| Queensland      | 414,495            | 62%                                | 209,475                         |
| Tây Úc          | 206,661            | 31%                                | 105,091                         |
| Nam Úc          | 156,404            | 23%                                | 81,629                          |
| Tasmania        | 50,285             | 7%                                 | 26,090                          |

### Các vấn đề về đại diện bình đẳng
Mỗi bang bầu cùng một số thượng nghị sĩ, có nghĩa là mỗi bang của Úc có sự đại diện ngang nhau, không phân biệt dân số, do đó, thượng viện, giống như nhiều viện cấp trên, không tuân thủ nguyên tắc "một phiếu bầu một giá trị". Tasmania, với dân số khoảng 500.000 người, bầu số thượng nghị sĩ tương đương với New South Wales, nơi có dân số hơn 8 triệu người. Do sự mất cân bằng này, các chính phủ được ưa chuộng bởi các bang đông dân hơn đôi khi cảm thấy thất vọng bởi quyền lực bổ sung của các bang nhỏ hơn có trong thượng viện, đến mức mà cựu thủ tướng Paul Keating đã gọi các thành viên của thượng viện là "kẻ thiếu đại diện". Hệ thống bầu cử theo tỷ lệ trong mỗi bang đảm bảo rằng thượng viện có sự đa dạng chính trị hơn so với hạ viện, về cơ bản là một cơ quan hai đảng. Tư cách thành viên được bầu của thượng viện phản ánh chặt chẽ hơn ưu tiên bỏ phiếu đầu tiên của toàn bộ cử tri so với thành phần của hạ viện, mặc dù có sự khác biệt lớn giữa các bang về tỷ lệ cử tri so với thượng nghị sĩ. Điều này thường có nghĩa là thành phần của thượng viện khác với thành phần của Hạ viện, góp phần vào chức năng của thượng viện như một viện xem xét.
Với tỷ lệ đại diện tương xứng, và đa số nhỏ trong Thượng viện so với đa số lớn hơn nói chung trong hạ viện, và yêu cầu rằng số lượng thành viên của hạ viện "gần như gấp đôi" so với thượng viện, một nhóm ngồi sau một cuộc giải tán kép có nhiều khả năng hơn là không dẫn đến chiến thắng cho Hạ viện trước Thượng viện. Khi Thượng viện có một số lẻ thượng nghị sĩ nghỉ hưu tại một cuộc bầu cử (3 hoặc 5), 51% số phiếu bầu sẽ dẫn đến đa số rõ ràng là 3 trên 5 cho mỗi tiểu bang. Với một số lượng thậm chí là thượng nghị sĩ nghỉ hưu tại một cuộc bầu cử, cần 57% phiếu bầu để giành được 4 trong số 6 ghế, điều này có thể không thể vượt qua. Điều này mang lại cho hạ viện một lợi thế ngoài ý muốn trong các cuộc họp chung nhưng không phải trong các cuộc bầu cử thông thường, nơi Thượng viện có thể quá cân bằng để thông qua luật pháp của hạ viện.
Chính phủ không cần sự hỗ trợ của thượng viện để tại vị; tuy nhiên, thượng viện có thể chặn hoặc trì hoãn nguồn cung, một hành động dẫn đến cuộc khủng hoảng hiến pháp năm 1975. Tuy nhiên, nếu đảng cầm quyền không chiếm đa số trong thượng viện, điều đó thường có thể thấy thất vọng trong chương trình nghị sự của mình ở thượng viện. Điều này có thể xảy ra ngay cả khi chính phủ chiếm đa số trong hạ viện.

### Các đảng phải
Phần lớn các thượng nghị sĩ luôn được bầu làm đại diện của các đảng phái chính trị. Các đảng hiện có đại diện tại thượng viện là:
Liên minh - Đảng Tự do Úc, Đảng Quốc gia Úc
Đảng Lao động Úc
Đảng Xanh Úc
Đảng Pauline Hanson's One Nation
Liên minh trung tâm
Jacqui Lambie Network
Các đảng khác đã từng có đại diện thượng viện trong quá khứ bao gồm Đảng Bảo thủ Úc, Đảng Thống nhất Úc, Đảng Công lý của Derryn Hinch, Đảng Family First, Đảng Thống nhất Palmer,  Phong trào Tự do, Đảng Dân chủ Tự do và Đảng Lao động Dân chủ.
Do nhu cầu lấy phiếu trên toàn tiểu bang, các ứng cử viên độc lập gặp khó khăn trong việc trúng cử. Những trường hợp ngoại lệ trong thời gian gần đây đã được bầu ở các Tiểu bang ít dân hơn — cựu Thượng nghị sĩ Tasmania Brian Harradine và cựu Thượng nghị sĩ Nam Úc Nick Xenophon. Ít có gì lạ khi một thượng nghị sĩ ban đầu được bầu đại diện cho một đảng để trở thành một đảng độc lập, gần đây nhất là trường hợp Thượng nghị sĩ Lucy Gichuhi không gia nhập Đảng Bảo thủ sau khi sáp nhập với Family First, Thượng nghị sĩ Rod Culleton và Fraser Anning từ chức khỏi One Nation, và Thượng nghị sĩ Steve Martin bị trục xuất khỏi Mạng lưới Jacqui Lambie.
Thượng viện Úc đóng vai trò là hình mẫu cho một số chính trị gia ở Canada, đặc biệt là ở các tỉnh phía Tây, những người muốn cải cách thượng viện Canada để nó có vai trò lập pháp tích cực hơn.
Cũng có những phe phái nhỏ ở Vương quốc Anh (cả cánh tả và cánh hữu) mong muốn được hạ viện Anh có cấu trúc tương tự như của thượng viện Úc.

### Vị trí thông thường
Mục 15 của hiến pháp quy định rằng nếu một thượng nghị sĩ tiểu bang vắng mặt thì ghế ngồi sẽ được quốc hội tiểu bang lấp đầy. Nếu thượng nghị sĩ trước đó là thành viên của một đảng chính trị cụ thể thì người thay thế phải đến từ cùng một đảng, nhưng nghị viện tiểu bang có quyền lựa chọn bỏ trống, trong trường hợp đó, mục 11 yêu cầu thượng viện tiến hành bất kể. Nếu nghị viện tiểu bang không hoạt động khi vị trí trống xảy ra, hiến pháp quy định rằng thống đốc tiểu bang có thể chỉ định một người nào đó để thay thế mười bốn ngày cho đến khi khi nghị sĩ tiểu bang trở lại.